# Фридрих III фон Рункел
Фридрих III фон Рункел (на немски: Friedrich III von Runkel; * ок. 1389; † пр. 1417) от Дом Рункел е господар на Рункел и Грайфенщайн и от 1454 г. граф на Вид.
Той е син на граф Дитрих III фон Рункел († 1402/1403) и съпругата му Юта фон Сайн († 1421), вдовица на Хайнрих фон Шоненбург († 1375), дъщеря на граф Салентин фон Сайн-Изенбург-Витгеншайн-Хомбург († 1392) и втората му съпруга Елизабет фон Хиршхорн († сл. 1380). Братята му са Зигфрид VIII фон Рункел († 1438), каноник в Страсбург (1389), , господар на Рункел, и Дитрих IV фон Рункел († сл. 1462), наследява най-късно от 1427 г. господството Рункел.

## Фамилия
Фридрих III фон Рункел се жени за Ирмгард фон Ролинген († сл. 1417) от Люксембург, дъщеря на Йохан IV фон Ролинген († 1421) и Ирмгард фон Милберг. Бракът е бездетен.
- Замък Грайфенщайн